# Ricardo Andreau
Ricardo Andreau (Corrientes, 8 de mayo de 1877 - 28 de septiembre de 1945) fue un abogado y político argentino. Fue el decimosegundo Gobernador del Territorio Nacional del Chaco cuando Formosa y Chaco estaban unidas y conformaban el Territorio denominado el "Gran Chaco", desde la organización de los Territorios Nacionales de 1884(ley 1532), entre el 4 de mayo de 1929 al 6 de septiembre de 1930 (1 período). También se desempeñó como Legislador, Diputado y senador.

## Biografía
Nació en la provincia de Corrientes en el seno de una antigua familia de la región, por parte de su madre la rica heredera correntina Doña Justa Fernández y su padre de origen francés Guillaume Andreau.
Realizó sus estudios secundarios en el Colegio Nacional General San Martín de la Provincia de Corrientes, y los Universitarios los concluyó en Buenos Aires, dónde se afilió a la Unión Cívica Radical.
El 1 de julio de 1908, junto con un grupo de amigos entreos Manuel Mora y Araujo, Armando López Torres,  Juan P. Cremonte,Justo Díaz de Vivar y Adolfo E. Mohando) cofundó el Jockey Club de Corrientes. Al año siguiente para el 15 de junio de 1909 se formó la I Comisión Directiva donde es nombrado como 4º vocal de los 12 designados cargo que ocupo hasta 1910
Contrajo matrimonio con Ángela María Poletti de Andreau (1892-1972) una viuda hacendada de Corriente con quien tuvo cinco hijos: María Elisa Andreau de Luppi (1920-2002) y sus hijos varones Pedro Ricardo Andreau (1916-1987) Jorge Andreau (1918, 1978), Fernando Hipólito Andreau (1923, 2008) y Leandro Ramón Andreau (1926-2010).
El President Hipólito Yrigoyen, lo designó por decreto el 4 de mayo de 1929, gobernador del territorio nacional del Chaco, funciones que desempeñó hasta el 6 de septiembre de 1930 cuando es desplazado por orden del nuevo gobierno revolucionario, que designará el 12 de septiembre a su sucesor (de su familia política, correntino también pero de ideología distinta).
Falleció en la provincia en mayo del año 1945, víctima de un cáncer de pulmón y sus restos descansan en la bóveda de su familia materna en el cementerio San Juan Bautista de la provincia de Corrientes.